# Les Forêts d'Opale
Les Forêts d'Opale est une série de bande dessinée franco-belge d'heroic fantasy créée par Christophe Arleston (scénario) et Philippe Pellet (dessin), publiée dans Lanfeust Mag et éditée en album depuis janvier 2000 par Soleil Productions. Elle a été poursuivie au dessin par Cédric Fernandez pour un album en 2017, puis, après une interruption de trois ans, par Stefano Martino depuis 2020.
L'histoire se déroule dans le monde fictif d'Opale, où les forêts recouvrent toutes les terres connues.

## Synopsis
Darko est apprenti verrier dans l'atelier de son père dans le paisible village de Drummor dans le nord du royaume d'Ordan. Il ignore qu'il est également le descendant de Cohars.
Cohars fut celui qui aida les titans de lumière à fuir lorsque le clergé de la lumière construisit une tyrannie. C'est dans un monde recouvert de forêt, avec l'aide de son oncle barde, de sa sœur danseuse et de Tara, commandant repenti des paladins que malgré lui, Darko affronte son destin.

## Analyse
Le scénario est de Christophe Arleston, auteur de Lanfeust de Troy et de Lanfeust des Étoiles. Il y a de grandes similitudes entre les deux séries, Arleston appliquant la même recette que pour Lanfeust de Troy, notamment au niveau des personnages principaux : un jeune héros courageux, deux jeunes filles (une blonde et une brune), un vieil homme et une grosse brute. Cependant, le ton est différent et la série a sa propre identité. Le dessin de Philippe Pellet concourt également à donner une ambiance différente.

## Les personnages principaux
- Darko : Apprenti lunettier, élu de la Prophétie de Cohars. Il est le héros de l'histoire.
- Sleilo : Sœur de Darko, danseuse. Elle a été élevée par l'oncle Urfold.
- Urfold : Oncle de Darko et Sleilo et père adoptif de Sleilo, barde. Il transmet son savoir à Darko, qu'il a enrichi grâce à toutes les contrées qu'il a parcouru.
- Tara : Paladin général qui aide Darko dans sa quête.
- Ghörg : Démon venant d'une autre dimension invoqué par le Bracelet de Cohars. Il ne peut être appelé qu'une fois par lunaison, c'est-à-dire tous les vingt-sept jours.
- Xarchias : Pontife de la Lumière, résidant au Havre et cherchant à détruire Darko à cause de la Prophétie.

## Albums
- 1 Le Bracelet de Cohars[1], Soleil,  (ISBN 2877649024), janvier 2000
Scénario : Christophe Arleston - Dessin : Philippe Pellet - Couleurs : Sylvie Bonino
- 2 L'envers du grimoire, Soleil,  (ISBN 2845651341), août 2001
Scénario : Christophe Arleston - Dessin : Philippe Pellet - Couleurs : Christian Goussale
- 3 La Cicatrice verte, Soleil,  (ISBN 2845653832), avril 2003
Scénario : Christophe Arleston - Dessin : Philippe Pellet - Couleurs : Christian Goussale
- 4 Les Geôles de Nénuphe, Soleil,  (ISBN 2845658982), mai 2005
Scénario : Christophe Arleston - Dessin : Philippe Pellet - Couleurs : Christian Goussale
- 5 Onze Racines, Soleil,  (ISBN 9782849466445), mai 2007
Scénario : Christophe Arleston - Dessin : Philippe Pellet - Couleurs : Christian Goussale
- 6 Le Sortilège du Pontife, Soleil,  (ISBN 9782302005563), octobre 2009
Scénario : Christophe Arleston - Dessin : Philippe Pellet - Couleurs : Christian Goussale
- 7 Les Dents de Pierre, Soleil,  (ISBN 9782302018709), novembre 2011
Scénario : Christophe Arleston - Dessin : Philippe Pellet - Couleurs : Christian Goussale
- 8 Les Hordes de la nuit, Soleil,  (ISBN 9782302031005), octobre 2013
Scénario : Christophe Arleston - Dessin : Philippe Pellet - Couleurs : Christian Goussale
- 9 Un flot de lumière, Soleil,  (ISBN 978-2-302-04857-7), décembre 2015
Scénario : Christophe Arleston - Dessin : Philippe Pellet - Couleurs : Sébastien Lamirand
- 10 Le Destin du jongleur, Soleil,  (ISBN 9782302063051), novembre 2017
Scénario : Christophe Arleston - Dessin : Cédric Fernandez - Couleurs : Franck Perrot
- 11 La Fable oubliée, Soleil,  (ISBN 9782302080492), janvier 2020
Scénario : Christophe Arleston - Dessin : Stefano Martino - Couleurs : Cyril Vincent, Marina Duclos
- 12 L'Étincel courroucé, Soleil,  (ISBN 978-2-302-09080-4), décembre 2020
Scénario : Christophe Arleston - Dessin : Stefano Martino - Couleurs : Marina Duclos
- 13 Le Songe du Havre, Soleil,  (ISBN 978-2-302-08879-5), décembre 2021
Scénario : Christophe Arleston - Dessin : Stefano Martino - Couleurs : Cyril Vincent
- 14 Le Titan de Lumière, Soleil,  (ISBN 978-2-302-09589-2), mars 2023
Scénario : Christophe Arleston - Dessin : Stefano Martino - Couleurs : Cyril Vincent
- 15 La Parabole du sage, Soleil, (ISBN 2302099524), Novembre 2024
Scénario : Christophe Arleston - Dessin : Stefano Martino

Intégrales :
- INT 1 Tomes 1 à 3, Soleil,  (ISBN 978-2-302-04883-6), décembre 2015
Scénario : Christophe Arleston - Dessin : Philippe Pellet - Couleurs : Sébastien Lamirand
- INT 2 Tomes 4 à 6, Soleil,  (ISBN 978-2-302-05225-3), novembre 2016
Scénario : Christophe Arleston - Dessin : Philippe Pellet - Couleurs : Christian Goussale
- INT 3 Tomes 7 à 9, Soleil,  (ISBN 978-2-302-06469-0), octobre 2017
Scénario : Christophe Arleston - Dessin : Philippe Pellet - Couleurs : Christian Goussale, Sébastien Lamirand

Hors Série :
- HS 1 Le Codex d'Opale, Soleil,  (ISBN 2-84946-682-4), décembre 2006
Scénario : Christophe Arleston - Dessin : Philippe Pellet - Couleurs : Sébastien Lamirand
- HS 2 Le Codex d'Opale - Livre premier - Approche structurelle de la civilisation d'Opale, Soleil,  (ISBN 978-2-302-03098-5), octobre 2013
Scénario : Christophe Arleston - Dessin : Philippe Pellet - Couleurs : Sébastien Lamirand
- HS 3 Le Codex d'Opale - Livre second - Rencontres au fil des voyages, Soleil,  (ISBN 978-2-302-03099-2), octobre 2013
Scénario : Christophe Arleston - Dessin : Philippe Pellet - Couleurs : Sébastien Lamirand